# 제임스 니컬
제임스 마이클 니컬(영어: James Michael Nicholl, 1956년 12월 28일, 온타리오 주 해밀턴 ~)은 북아일랜드의 전직 프로 축구 선수로, 맨체스터 유나이티드와 레인저스를 비롯한 다수의 구단에서 활약한 선수이다. 그는 주로 우측 수비를 맡았지만, 다른 수비 보직도 수행할 수 있었다. 니컬은 북아일랜드 국가대표팀 경기에 73번 출전해 1골을 기록했다.
현역 은퇴 후, 그는 지도자의 길을 걷기 시작했다. 그는 레이스 로버스 감독 시절 1994-95 시즌에 스코티시 리그컵을 우승했다. 가장 근래에는 애버딘, 킬마녹, 하이버니언, 폴커크, 레인저스, 그리고 던디 등을 비롯한 스코틀랜드 여러 구단에서 수석 코치로 활동했다.

## 유년 시절
지미 니컬은 캐나다의 온타리오 주 해밀턴에서 북아일랜드계 가정에서 출생했다. 그의 가족은 그가 3세였을 때 북아일랜드로 복귀했다. 니컬은 벨파스트 교외의 래스쿨의 농가에서 유년 시절을 보냈다. 맨체스터 유나이티드 유소년부에서 축구를 시작하면서, 니컬 가족은 숱한 북아일랜드 분쟁을 피해 잉글랜드로 이주했다.

## 선수 경력
니컬은 맨체스터 유나이티드 유소년부에서 축구를 시작했다. 그는 1974년에 1군 선수로 활약하기 시작했다. 그는 소속 구단의 1977년 FA컵 우승과 1979년 같은 대회의 준우승에 일조했다.
1981년, 그는 맨체스터에서 5골을 기록한 후 떠나 선덜랜드로 임대되었고, 그 기간이 만료되고 정식 계약했고, 캐나다의 토론토 블리자드로 이적하기 전까지 32경기에 출전했으며, 이후 2년 동안 77경기에 출전해 11골을 기록하고 레인저스에 입단했다.
1984년, 그는 웨스트 브로미치 앨비언에 입단하며 잉글랜드 무대에 복귀해 1986년에 1부 리그에서 강등되기 전까지 활약했고, 이후 레인저스로 복귀해 3년을 보내며, 이 과정에서 스코틀랜드 리그를 우승했다.
레인저스를 떠난 후, 그는 1989년에 던펌린 애슬레틱과 계약했고, 이후 1990년 11월 27일에 레이스 로버스로 이적해 중간에 선수 겸 감독도 역임했다. 로버스를 떠난 니컬은 1996년 2월에 배스 시티에서 1경기를 출전했는데, 이 안방 경기에서 메이클스필드 타운에게 0-3으로 패했다. 그는 경기 55분 만에 퇴장되었고, 이후로 더이상 경기에 출전하지 않았다.

## 감독 경력
니컬은 레이스 로버스 감독으로서 1994-95 시즌 스코티시 리그컵과 스코틀랜드 1부 리그를 우승했다. 리그컵 우승으로, 레이스는 1995-96 시즌 UEFA컵에 참가해 2차전까지 진출했는데, 여기에서 나중에 우승을 차지할 바이에른 뮌헨에 패퇴했다. 이스터 로드에서 열린 바이에른과의 1차전을 0-2로 패한 후, 레이스는 대니 레넌의 선제골에 힘입어 올림피아슈타디온에서 1-0으로 앞서나갔다. 그러나 바이에른에게 1-2로 역전패를 당했고, 합계 1-4로 패퇴했다.
1996년 2월 28일, 니컬은 2달 전 풋볼 리그 1부에서 선두였던 밀월 감독으로 취임했지만, 순위가 하락했다. 그는 하락세를 막지 못했고, 밀월은 시즌 막판에 리그 2로 강등되었다. 그는 이듬해 2월까지 밀월 감독으로 남았고, 6개월 후, 그는 레이스 로버스로 복귀했다. 그의 레이스 감독직 2기는 2년 동안 지속되었고, 1999년 6월 14일에 소속 구단의 1부 리그 승격이 좌절되면서 사퇴해 끝났다.
이후 1999년 말에 던펌린 애슬레틱 지휘봉을 28일 동안 잡았고, 이후 이스트 엔드 파크에서 지미 콜더우드의 수석 코치로서 보좌했다. 2004년 5월, 니컬은 콜더우드를 따라 애버딘,에 입단했고, 2009년 5월에 서로 결별하기 전까지 니컬은 사단 내 수석 코치를 맡았다. 그는 2010년 킬마녹 시절까지 콜더우드의 수석 코치로 활동했다.
2010년 6월, 니컬은 카우덴비스의 감독으로 취임했지만, 2010-11 시즌 끝에 스코틀랜드 1부 리그에서 강등되면서 카우덴비스를 떠났다.
니컬은 이후 2011년 6월 15일에 케니 실즈의 수석 코치로 다시 킬마녹의 수석 코치가 되었다. 킬마녹은 실즈와 니컬 사단의 지도 하에 2011-12 시즌 스코티시 리그컵을 우승했지만, 킬마넉은 실즈를 2013년 6월에 경질했다. 니컬은 이후 하이버니언에서의 수석코치직을 수락했다. 팻 펜런 감독이 11월 1일에 사임한 후, 니컬이 대행 감독을 맡았다. 니컬은 신임 감독이 취임한 후 하이버니언을 떠났다.
하이버니언을 떠난 니컬은 카우덴비스의 감독으로 다시 취임했다. 2013-14 시즌, 그는 스코티시 챔피언십 플레이오프전을 통해 잔류에 성공했는데, 이 과정에서 같은 지역의 경쟁 구단인 던펌린 애슬레틱을 2차전에 걸친 두 차례 경기를 통해 승리했다. 그는 카우덴비스를 이끌고 파이프컵을 우승하기도 했다. 그러나, 2014-15 시즌에 들어 상황이 더 어려워졌는데, 이 시즌 우승을 차지한 하트 오브 미들로디언을 상대로 기록적인 0-10 대패를 당했다. 그 후, 카우덴비스는 레인저스를 상대로 0-0으로 비겼다. 구단은 스코틀랜드 1부 리그로 최종전 후 강등되면서, 니컬도 감독직을 내려놓았다.
카우덴비스 시절, 니컬은 2015년 3월에 마이클 오닐 북아일랜드 국가대표팀 감독의 수석 코치도 역임했다. 그는 2017년 10월에 폴커크의 폴 하틀리 신임 감독을 보좌하면서도, 북아일랜드에서도 코치직을 계속했다. 그는 2018년 1월에 그래엄 머티의 수석 코치로서 레인저스의 수석 코치로 취임했다. 머티 감독이 5월 1일에 레인저스를 떠나면서, 니컬과 요나탄 요한손과 감독직을 대행했고, 이후 6월 1일에 스티븐 제라드 감독이 취임했다.
니컬은 2018년 11월에 세인트 미렌의 기술진으로 입단했다. 이후, 2019년 5월, 그는 던디로 이적해 제임스 맥페이크 감독을 보좌했다. 니컬은 2020년 6월에 구단에서 방출되었다.
2020년 6월 28일, 니컬은 북아일랜드 국가대표팀의 수석 코치로 다시 취임했다.

## 수상

### 선수
맨체스터 유나이티드
- FA컵: |1976–77[27]

레인저스
- 스코티시 풋볼 리그 프리미어 디비전: 1986–87, 1988–89
- 스코티시 리그컵: 1983–84, 1986–87, 1987–88

레이스 로버스
- 스코티시 풋볼 리그 1부: 1992–93
- 파이프컵: 1990–91, 1992–93

### 감독
레이스 로버스
- 스코티시 풋볼 리그 1부: 1992–93, 1994–95
- 스코티시 리그컵: 1994–95
- 파이프컵: 1990–91, 1992–93, 1993–94, 1994–95, 1997–98, 1998–99

카우덴비스
- 스코티시 챔피언십 플레이오프전: 2013–14
- 파이프컵: 2013–14

## 감독 통계
2018년 5월 13일 기준
| 구단          | 국적       | 취임        | 해임       | Record | Record | Record | Record | Record | Record |
| 구단          | 국적       | 취임        | 해임       | 전     | 승     | 무     | 패     | 율 %   |        |
| ------------- | ---------- | ----------- | ---------- | ------ | ------ | ------ | ------ | ------ | ------ |
| 레이스 로버스 | 스코틀랜드 | 1990년 11월 | 1996년 2월 | 249    | 99     | 72     | 78     | 039.76 |        |
| 밀월          | 잉글랜드   | 1996년 2월  | 1997년 2월 | 46     | 15     | 11     | 20     | 032.61 |        |
| 레이스 로버스 | 스코틀랜드 | 1997년 8월  | 1999년 6월 | 81     | 29     | 20     | 32     | 035.80 |        |
| 카우덴비스    | 스코틀랜드 | 2010년 6월  | 2011년 6월 | 42     | 10     | 9      | 23     | 023.81 |        |
| 카우덴비스    | 스코틀랜드 | 2013년 11월 | 2015년 5월 | 67     | 20     | 10     | 37     | 029.85 |        |
| 레인저스      | 스코틀랜드 | 2018년 5월  | 2018년 6월 | 3      | 1      | 2      | 0      | 033.33 |        |
| 합계          | 합계       | 합계        | 합계       | 488    | 174    | 124    | 190    | 35.66  |        |